# Palacio de los Condes de Aranda (Biota)
El palacio de los Condes de Aranda en Biota (provincia de Zaragoza, España) es una gran edificación civil del siglo XVIII con planta cuadrada y tres alturas construida en sillar perfectamente escuadrado y reforzado en los ángulos, que se comunica a través de un paso en alto con un espectacular torreón románico adjunto, de finales del siglo XII, único resto perteneciente al antiguo castillo de la localidad.
La magnífica fachada principal se compone de tres cuerpos, estando culminado el central por un frontón y los laterales por dos pequeños torreones. La portada barroca clasicista se abre mediante un arco mixtilíneo y está cobijada por un entablamento curvo sobre pilastras también curvas. 
En el interior destaca la gran escalera central, cubierta con cúpula sobre tambor, que articula una distribución espacial funcional y diáfana, aunque un poco desvirtuada por el paso del tiempo y la adecuación a los nuevos usos del edificio. Esa cúpula se traduce exteriormente en un voluminoso cimborrio octogonal de ladrillo. 
Tipológicamente este palacio se relaciona más con obras riojanas y navarras de la época que con aragonesas, por lo que su valor como elemento singular es indudable.
En 1995 el Palacio fue vendido al Ayuntamiento de Biota por un precio simbólico.